# Alex Honnold
Alexander J. Honnold (Sacramento, Califòrnia, 17 d'agost de 1985) és un escalador estatunidenc, especialitzat en estil lliure solitari, sense protecció ni seguretat, de grans parets.
Ha batut múltiples rècords de velocitat, el més notable és el triple ascens en solitari amb un temps de 18 hores i 50 minuts dels monts Watkins, The Nose (El capità) i la cara nord-est del Half Dome. Ell i Hans Florine són els únics dos escaladors amb els registres més curts en la paret The Nose amb un temps de 2:23:51. Honnold es graduà en el Mira Loma High School de la mateixa ciutat. Va començar a escalar quan tenia 11 anys. Als 18 anys, va abandonar la Universitat de Califòrnia a Berkeley, on fou un estudiant d'enginyeria, i va dedicar tot el seu temps a l'escalada. Entre cada ascens, corre o fa excursions per mantenir-se en forma.